# 매지 사이어스
플로렌스 매들린 "매지" 사이어스(영어: Florence Madeline "Madge" Syers, 1881년 9월 16일 ~ 1917년 9월 9일)는 영국의 피겨 스케이팅 선수로 세계 피겨 스케이팅 선수권 대회에 출전한 최초의 여성 선수이다(1902년). 사이어스는 첫 올림픽 피겨 스케이팅을 포함하는 1906년과 1907년에 처음 두 대회에서 우승했으며, 1908년 하계 올림픽에서 우승하기 위하여 계속했다. 그녀는 또한 1908년 올림픽에서 동메달을 획득했고, 그녀의 남편 에드가 사이어스와 페어 스케이팅에 참가했다.

## 개인사
매지 사이어스는 1881년 9월 16일에 런던의 켄징턴에서 태어났다.

## 선수 경력

### 1903년 - 1907년
사이어스는 다른 종목에 참가를 계속하고, 1903년에 혼합 종목이 시작된 영국 피겨 스케이팅 선수권 대회에서 우승했다. 사이어스는 스위스 다보스에서 열린 1906년 세계 선수권 대회에서 우승했다. 그녀는 비엔나에서 열린 1907년 세계 선수권 대회에서 그녀의 두번째 금메달을 획득했다.

### 1908년 올림픽
그녀는 다시 5명의 심사위원이 먼저 배치한후 우승했다. 페어 부문에서 사이어스와 에드가는 동메달을 획득했다.

## 은퇴 이후
그녀는 건강 문제로 올림픽 이후 현역에서 은퇴했다. 그녀는 1917년 9월 9일에 서리주에 있는 엘름브리지의 마을인 웨이브리지의 자택에서 급성 심내막염으로 인한 심장마비로 사망했다. 사이어스는 1981년에 세계 피겨 스케이팅 명예의 전당으로 선임되었다.

## 대회 성적

### 여자 싱글
| 대회             | 1902 | 1903 | 1904 | 1906 | 1907 | 1908 |
| ---------------- | ---- | ---- | ---- | ---- | ---- | ---- |
| 올림픽           |      |      |      |      |      | 1st  |
| 세계 선수권 대회 | 2nd  |      |      | 1st  | 1st  |      |

### 페어
| 대회   | 1908 |
| ------ | ---- |
| 올림픽 | 3rd  |